# Thrustmaster
A Thrustmaster amerikai székhelyű videójáték-periféria gyártó cég, a francia Guillemot Corporation leányvállalata. A cég elsősorban botkormányokat, gamepadeket és kormánykerekeket gyárt, számos modelljük külsős vállalatok, így a Beretta, a Ferrari, a USAF vagy éppen a Sony és a Microsoft konzolgyártók névjegyeiket is magukon viselik. A Thrustmaster a különböző perifériák mellett kommunikációs termékeket, így webkamerákat és headseteket is gyárt.

## Története

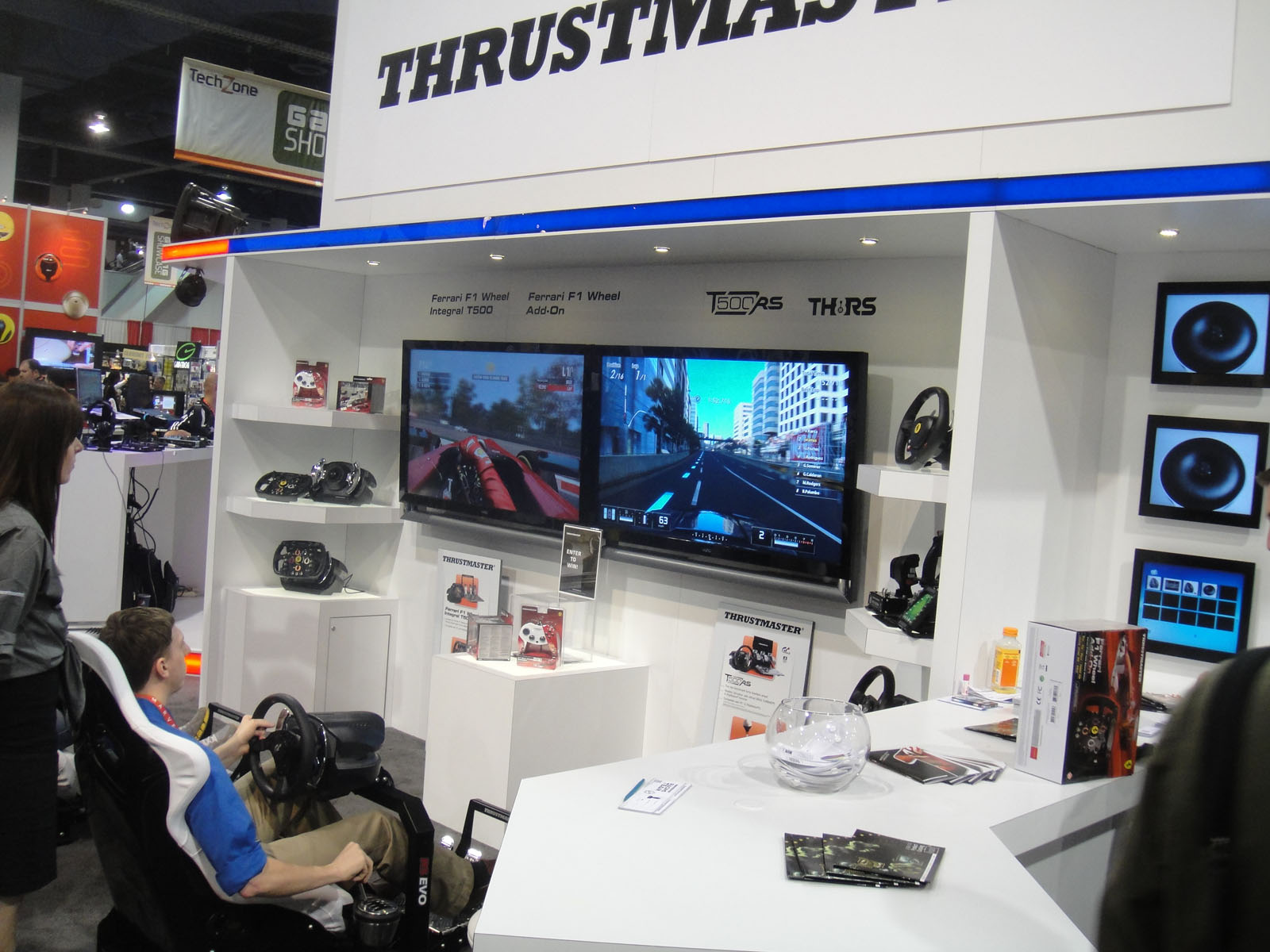
A Thrustmaster a 2012-es Consumer Electronics Shown

A céget 1990-ben alapította Norm Winningstad amerikai üzletember az oregoni Hillsboróban. A cég az 1991-es év elején elkezdte első terméke, a Thrustmaster Weapons Control System elnevezésű botkormány reklámozását a számítógépekkel foglalkozó magazinokban. A vállalat ekkoriban elsősorban IBM-kompatibilis PC platformra gyártott repülésirányító-rendszereket, melyek támogatták a HOTAS-rendszert és bizonyos modellek valós repülőgépekről lettek modellezve. A vállalat az 1990-es évek közepére a HOTAS-kontrollereiről lett közismert.
A vállalatot 1999-ben felvásárolta a franciaországi székhelyű Guillemot Corporation. Azóta Thrustmaster a botkormányokon kívül elsősorban gamepadeket, kormánykerekeket és headseteket gyárt, de különböző kiegészítőket, így markolatokat és tokokat is forgalmaz.